# Direktiv (Europeiska unionen)
För andra betydelser, se direktiv.

Europeiska flaggan

Ett direktiv är en typ av bindande rättsakt som kan antas av Europeiska unionens institutioner. Rättsakten används för att utfärda europeiska ramlagar, till exempel för att harmonisera de nationella lagstiftningarna inom unionen. Två exempel på direktiv är rörlighetsdirektivet och massflyktsdirektivet.
Till skillnad från förordningar är direktiv endast bindande för unionens medlemsstater och enbart med avseende på det resultat som ska uppnås; de överlåter åt de nationella myndigheterna att bestämma form och tillvägagångssätt för genomförandet. De får full rättsverkan först när medlemsstaterna införlivar bestämmelserna i sina nationella lagstiftningar.
En bestämmelse i ett direktiv som inte har införlivats i tid eller inte har införlivats korrekt av en medlemsstat och som skapar en rättighet för enskilda kan ha verktikal direkt effekt, det vill säga den kan åberopas av enskilda inför en nationell domstol likt en nationell lag, dock endast gentemot det offentliga.

## Rättslig form och grund
Den rättsliga formen för direktiv regleras av artikel 288 i fördraget om Europeiska unionens funktionssätt:
| ” | Ett direktiv ska med avseende på det resultat som ska uppnås vara bindande för varje medlemsstat till vilken det är riktat, men ska överlåta åt de nationella myndigheterna att bestämma form och tillvägagångssätt för genomförandet. | „ |
| – Tredje stycket i artikel 288 i fördraget om Europeiska unionens funktionssätt efter Lissabonfördragets ikraftträdande | |   |

Direktiv är således endast bindande för unionens medlemsstater och enbart med avseende på det resultat som ska uppnås. Till skillnad från förordningar måste direktiv införlivas i den nationella lagstiftningen för att få full rättsverkan. I enlighet med principen om tilldelade befogenheter får ett direktiv antas i ett enskilt fall endast om det finns en rättslig grund för detta i unionens fördrag. Om fördragen inte anger vilken typ av rättsakt som ska antas, måste institutionerna vägledas av proportionalitetsprincipen.
Direktiv antas vanligtvis av Europaparlamentet och/eller Europeiska unionens råd i enlighet med ett lagstiftningsförfarande eller av Europeiska kommissionen för att komplettera eller genomföra sådana lagstiftningsakter.

### Olika typer av direktiv
Sedan Lissabonfördraget trädde i kraft den 1 december 2009 kan olika typer av direktiv utfärdas beroende på vilket förfarande som används för deras antagande. Direktiv som antas av Europaparlamentet och/eller Europeiska unionens råd i enlighet med ett lagstiftningsförfarande utgör lagstiftningsakter. De är överordnade andra rättsakter, icke-lagstiftningsakter.
Direktiv kan även antas i form av delegerade direktiv och genomförandedirektiv. Delegerade direktiv antas av Europeiska kommissionen för att komplettera eller ändra vissa icke väsentliga delar av en lagstiftningsakt. Genomförandedirektiv antas av kommissionen eller, i vissa fall, rådet för att fastställa enhetliga villkor för genomförandet av en rättsakt.
Därutöver kan direktiv antas av rådet och kommissionen i vissa andra fall grundat direkt på unionens fördrag.

#### Minimi- och maximidirektiv
I vissa sammanhang kategoriseras direktiv som minimi- och maximidirektiv. Ett minimidirektiv är ett direktiv som reglerar minimibestämmelser som medlemsstaterna måste genomföra, men som inte hindrar mer förmånliga nationella bestämmelser. Sådana direktiv syftar till minimal harmonisering, alltså att fastställa vissa minimikrav utan att hindra vissa medlemsstater från att ha högre standarder. Minimidirektiv är vanliga framför allt på områden som rör grundläggande rättigheter, människors hälsa och säkerhet samt miljö- och konsumentskydd. Till exempel innehåller rörlighetsdirektivet minimibestämmelser rörande rätten för unionsmedborgare att röra sig fritt inom unionen, men direktivet hindrar inte medlemsstaterna från att införa mer förmånliga nationella bestämmelser.
I motsats till ett minimidirektiv innehåller ett maximidirektiv bestämmelser som medlemsstaterna inte får överskrida. Sådana direktiv syftar till maximal (eller fullständig) harmonisering, alltså en högre grad av harmonisering, till exempel för att motverka gränshinder eller nationell överreglering. Vissa direktiv är minimidirektiv i vissa avseenden och maximidirektiv i andra avseenden.

## Utformning
Direktiv är utformade enligt vissa gemensamma bestämmelser för rättsakter. Ett direktiv består av tre delar: ingressen, artikeldelen och eventuella bilagor. I ingressen anges rättsaktens rättsliga grund och alla förberedande akter som legat till grund för dess antagande. Likt andra rättsakter måste ett direktiv även motiveras genom skäl i ingressen. Artikeldelen utgör den normativa delen av rättsakten och är uppdelad i artiklar.
Ett direktiv innehåller alltid en avslutande artikel som fastställer till vem eller vilka det riktar sig. Denna avslutande artikel kan ha någon av följande formuleringar:
| ” | Detta direktiv riktar sig till medlemsstaterna. | „ |

| ” | Detta direktiv riktar sig till medlemsstaterna i enlighet med fördragen. | „ |

| ” | Detta direktiv riktar sig till de medlemsstater som [betingelser som inte alla medlemsstater uppfyller]. | „ |

| ” | Detta direktiv riktar sig till [medlemsstatens officiella namn]. | „ |

Den andra formuleringen används när direktivet inte är riktat till alla medlemsstater, till exempel om det är en rättsakt som endast berör euroområdet eller Schengenområdet. Den tredje formuleringen används när direktivet riktas till medlemsstater som uppfyller en viss betingelse, till exempel att de har inre vattenvägar. Den fjärde formuleringen används när direktivet riktas till en eller flera specifika medlemsstater.

## Ikraftträdande och genomförande
Alla direktiv som antas som lagstiftningsakter samt övriga direktiv som riktar sig till samtliga medlemsstater måste offentliggöras i Europeiska unionens officiella tidning innan de träder i kraft. De träder i kraft den dag som anges i rättsakten eller, om sådana bestämmelser saknas, tjugo dagar efter offentliggörandet. Övriga direktiv, som endast riktar sig till vissa medlemsstater, måste delges den eller dem som det riktar sig till och får verkan genom denna delgivning. Enligt offentlighetsförordningen ska även dessa direktiv i största möjliga utsträckning offentliggöras i Europeiska unionens officiella tidning.
Till skillnad från förordningar saknar direktiv direkt tillämplighet. De får således inte full rättsverkan när de träder i kraft, utan deras bestämmelser måste först införlivas av medlemsstaterna i deras nationella lagstiftningar. Som exempel genomfördes dataskyddsdirektivet i svensk lag genom personuppgiftslagen (båda har dock sedermera ersatts av dataskyddsförordningen). Varje direktiv fastställer den tidsfrist inom vilken medlemsstaterna måste ha vidtagit alla nödvändiga genomförandeåtgärder. I regel är denna tidsfrist mellan sex månader och två år. Medlemsstaterna är förpliktade att sätta i kraft de lagar och andra författningar som är nödvändiga för att genomföra ett direktiv innan dess tidsfrist har löpt ut. Alla genomförandebestämmelser måste innehålla en hänvisning, eller åtföljas av en hänvisning, till direktivet. Medlemsstaterna ska underrätta Europeiska kommissionen om de genomförandeåtgärder som de vidtar och överlämna texten till alla genomförandebestämmelser till kommissionen.
I vissa fall lägger medlemsstaterna till bestämmelser i sina nationella lagstiftningar utöver vad som krävs för att införliva ett direktiv. Detta kan leda till nationell överreglering och i vissa fall till att direktivets syfte rentav motverkas.

## Rättsverkan
Till skillnad från förordningar är ett direktiv endast rättsligt bindande för medlemsstaterna, som är skyldiga att införliva direktivets bestämmelser i sina nationella rättsordningar för att ge dem full rättsverkan. Kommissionen övervakar huruvida medlemsstaterna transponerar direktiven i rätt tid, korrekt och fullständigt, så att de avsedda resultaten nås. Kommissionen kan inleda ett överträdelseförfarande mot en medlemsstat som inte anses uppfylla sina skyldigheter enligt unionsrätten, med möjlighet att väcka talan om fördragsbrott vid EU-domstolen. I enlighet med företrädesprincipen äger unionsrätten företräde framför nationell rätt om en bestämmelse i den nationella lagstiftningen skulle visa sig vara oförenlig med den. I likhet med andra delar av unionsrätten är medlemsstaterna enligt principen om lojalt samarbete skyldiga att undanröja eventuella nationella lagar eller andra författningar som är oförenliga med ett direktiv.
Eftersom ett direktiv endast är rättsligt bindande för de medlemsstater som det riktar sig till saknar det normalt direkt effekt och kan därför inte åberopas av enskilda inför en nationell domstol likt en nationell lag. Enligt EU-domstolens rättspraxis kan en bestämmelse i ett direktiv som skapar en rättighet för enskilda dock ha direkt effekt om direktivet inte har införlivats i tid eller inte har införlivats korrekt av en medlemsstat och bestämmelsen är ovillkorlig och tillräckligt precis. I synnerhet kan en medlemsstat inte åberopa gentemot enskilda sin egen underlåtenhet att införliva ett direktiv korrekt. Villkoren för att en bestämmelse i ett direktiv ska ha direkt effekt fastställde domstolen i en dom den 19 januari 1982 i målet Becker mot Finanzamt Münster-Innenstadt:
| ”                                                                               | Följaktligen kan de enskilda, i brist på inom fristerna vidtagna genomförandeåtgärder, gentemot alla nationella föreskrifter som är oförenliga med ett direktiv åberopa sådana bestämmelser i direktivet som vad innehållet beträffar framstår som ovillkorliga och tillräckligt precisa. De enskilda kan också åberopa dessa bestämmelser i den mån som bestämmelserna fastställer rättigheter som de enskilda kan göra gällande gentemot staten. | „ |
| – Domskäl 25 i domen i målet Becker mot Finanzamt Münster-Innenstadt (mål 8/81) | |   |

Den direkta effekten är dock begränsad till att vara vertikal, vilket innebär att bestämmelser i ett direktiv endast kan åberopas gentemot det offentliga. Däremot kan en bestämmelse i ett direktiv som inte har införlivats korrekt ha indirekt effekt gentemot enskilda. En medlemsstat kan inte åberopa en bestämmelses direkta effekt som skäl för att inte införliva ett direktiv korrekt.
I sin dom i målet Francovich mot Italien den 19 november 1991 konstaterade EU-domstolen att en medlemsstat även kan bli skyldig att betala ut skadestånd till fysiska och juridiska personer som har lidit skada av att ett direktiv inte har införlivats korrekt.